# Gerd-Show
Die Gerd-Show (Eigenschreibweise: GERD-SHOW oder seit Einführung des Euros auch G€RD-SHOW) war zwischen 1999 und 2005 eine Radio-Comedy, in der der damalige Bundeskanzler Gerhard Schröder und andere bundesweit bekannte Politiker parodiert wurden. Der kreative Kopf dieser Sendung waren der Comedian und Stimmenimitator Elmar Brandt sowie der Produzent und Autor Peter Burtz. Mit etwa zehn Millionen Hörern pro Tag und zwölf beteiligten Rundfunksendern war die Gerd-Show die bis dahin reichweitenstärkste Comedy im Hörfunk. Hinzu kamen auch diverse teilweise sehr erfolgreiche Tonträger, die unter dem Titel Die Gerd Show veröffentlicht wurden.

## Entwicklung
1999 begannen die Gerd-Show-Macher damit, bekannte Melodien mit neuen Texten zu versehen und mit Schröder-Stimme zu singen. Damit hatten sie mehrere Top-20-Hits. Mit einer Version des damaligen Sommerhits The Ketchup Song von Las Ketchup unter dem neuen Titel Der Steuersong landeten sie 2002 sogar einen Nummer-eins-Hit in Deutschland und in Österreich. Auch das anschließende Album Der Kanzler sing(k)t wurde in Deutschland ein Top-10-Erfolg. Ein Ableger der Show war Münte aktuell, in der Franz Müntefering parodiert wurde.
2003 nahm Elmar Brandt mit Alles wird gut an der deutschen Vorentscheidung zum Eurovision Song Contest 2003 teil und belegte den dritten Platz, nachdem er nach der Vorrunde sogar geführt hatte. 2005 war Anne Onken als Stimmenimitatorin von Angela Merkel an der Gerd-Show beteiligt.
Im Oktober 2005, nach der Abwahl Schröders, wurde die Gerd-Show nach 1300 Folgen eingestellt. Als neues Projekt ging danach die Radionovela Schicksalsjahre einer Kanzlerin – Angela – eine Frau geht seinen Weg (ab Januar 2007 unter dem Titel Supermerkel) über den Äther. Auch hier wurde die Bundeskanzlerin Angela Merkel wieder von Anne Onken gesprochen und ihre männlichen Kollegen von Elmar Brandt; Autor und Produzent war weiterhin Peter Burtz.

## Diskografie

### Alben
| Jahr | Titel                                               | Höchstplatzierung, Gesamtwochen, AuszeichnungChartplatzierungen (Jahr, Titel, Platzierungen, Wochen, Auszeichnungen, Anmerkungen) | Höchstplatzierung, Gesamtwochen, AuszeichnungChartplatzierungen (Jahr, Titel, Platzierungen, Wochen, Auszeichnungen, Anmerkungen) | Anmerkungen                                   |
| Jahr | Titel                                               | DE | AT | Anmerkungen                                   |
| ---- | --------------------------------------------------- | --- | --- | --------------------------------------------- |
| 1999 | Gerd Show: Die Show mit Gerd und Pferd              | DE34 (9 Wo.)DE | — | Erstveröffentlichung: 23. Juli 1999           |
| 1999 | Gerd Show II: Das Imperium tritt zurück             | — | — | Erstveröffentlichung: 22. November 1999       |
| 2001 | Direkt aus Berlin: Einigkeit und Recht auf Freizeit | DE75 (3 Wo.)DE | — | Erstveröffentlichung: 5. November 2001        |
| 2002 | Eddie und Gerd – Ein Kanzler und ein Halber         | DE13 (11 Wo.)DE | — | Erstveröffentlichung: 15. Juli 2002           |
| 2002 | Der Kanzler sing(k)t                                | DE4 Gold · (15 Wo.)DE | AT27 (7 Wo.)AT | Erstveröffentlichung: 2. Dezember 2002        |
| 2003 | Der Kanzler sing(k)t – Grand Prix Edition           | — | — | Erstveröffentlichung: 3. März 2003            |
| 2005 | Greatest Hartz (Angie & Gerd)                       | DE72 (4 Wo.)DE | — | Erstveröffentlichung: 1. August 2005          |
| 2005 | Greatest Hartz (Angie & Gerd) – Special Edition     | — | — | Erstveröffentlichung: 29. August 2005 mit DVD |

### Singles
| Jahr | Titel Album                                                                      | Höchstplatzierung, Gesamtwochen, AuszeichnungChartplatzierungen (Jahr, Titel, Album, Platzierungen, Wochen, Auszeichnungen, Anmerkungen) | Höchstplatzierung, Gesamtwochen, AuszeichnungChartplatzierungen (Jahr, Titel, Album, Platzierungen, Wochen, Auszeichnungen, Anmerkungen) | Höchstplatzierung, Gesamtwochen, AuszeichnungChartplatzierungen (Jahr, Titel, Album, Platzierungen, Wochen, Auszeichnungen, Anmerkungen) | Anmerkungen                             |
| Jahr | Titel Album                                                                      | DE | AT | CH | Anmerkungen                             |
| ---- | -------------------------------------------------------------------------------- | --- | --- | --- | --------------------------------------- |
| 1999 | FKK (Everybody's Free to Wear gar nichts) Gerd Show: Die Show mit Gerd und Pferd | DE20 (10 Wo.)DE | — | — | Erstveröffentlichung: 2. August 1999    |
| 2001 | Im Westen (1000 Gründe) Der Kanzler sing(k)t                                     | DE70 (4 Wo.)DE | — | — | Erstveröffentlichung: 26. März 2001     |
| 2002 | Der Steuersong (Las Kanzlern) Der Kanzler sing(k)t                               | DE1 ×2Doppelplatin · (18 Wo.)DE | AT1 Gold · (19 Wo.)AT | CH18 (10 Wo.)CH | Erstveröffentlichung: 11. November 2002 |
| 2003 | Alles wird gut Der Kanzler sing(k)t – Grand Prix Edition                         | DE18 (8 Wo.)DE | — | — | Erstveröffentlichung: 24. Februar 2003  |
| 2003 | Zuhause (Azzurro) Greatest Hartz                                                 | DE16 (8 Wo.)DE | AT16 (6 Wo.)AT | — | Erstveröffentlichung: 28. Juli 2003     |
| 2004 | Das Lied der Stümper Greatest Hartz                                              | DE20 (8 Wo.)DE | — | — | Erstveröffentlichung: 8. März 2004      |
| 2005 | Schri-Schra-Schrödi –                                                            | DE18 (9 Wo.)DE | — | — | Erstveröffentlichung: 4. April 2005     |
| 2005 | Im Wahlkampf vor mir (Zonenmädchen) Greatest Hartz                               | DE25 (9 Wo.)DE | — | — | Erstveröffentlichung: 13. Juni 2005     |

Weitere Singles
- 1999: Dein Ticket in's Nirwana (Flyin' High)
- 2000: Kauf mich!
- 2003: Der Steuersong – Die Mehrgerdsteuer Version

## Auszeichnungen
- 1999: Axel-Springer-Preis an Elmar Brandt für seine Gerhard Schröder-Interpretation
- 1999: Deutscher Comedypreis: „Beste Radio-Comedy“
- 2002: 1 Live Krone: „Beste Comedy“
- 2003: Echo-Nominierung für „Beste Single National“